# دودانگه (گرگان)
دودانگه، روستایی است از توابع بخش مرکزی شهرستان گرگان در استان گلستان ایران.
جمعیت این روستا درسال(۱۳۹۵) ۱۴۷۶نفر است
```
و از ضلع جنوب غربی با روستای اصفهانکلاته و از ضلع شرقی با روستای آهنگر محله همسایه می‌باشد .
```

شغل غالب مردم کشاورزی و دامداری به روش سنتی می‌باشد .
مردم این روستا به زبان طبری استرآبادی و فارسی سخن می گویند.

## جمعیت
این روستا در دهستان استرآباد جنوبی قرار داشته و براساس سرشماری سال ۱۴۰۰جمعیت آن۱۴۷۶نفر (۲۶۰خانوار) بوده‌است
بیشتر جمعیت این روستا در گرگان زندگی می کنند
۱۰۰۰نفر در خود روستای دودانگه ۲۰۰۰نفر بیرون روستا یعنی در شهر گرگان  زندگی میکنند .